# Las Anod

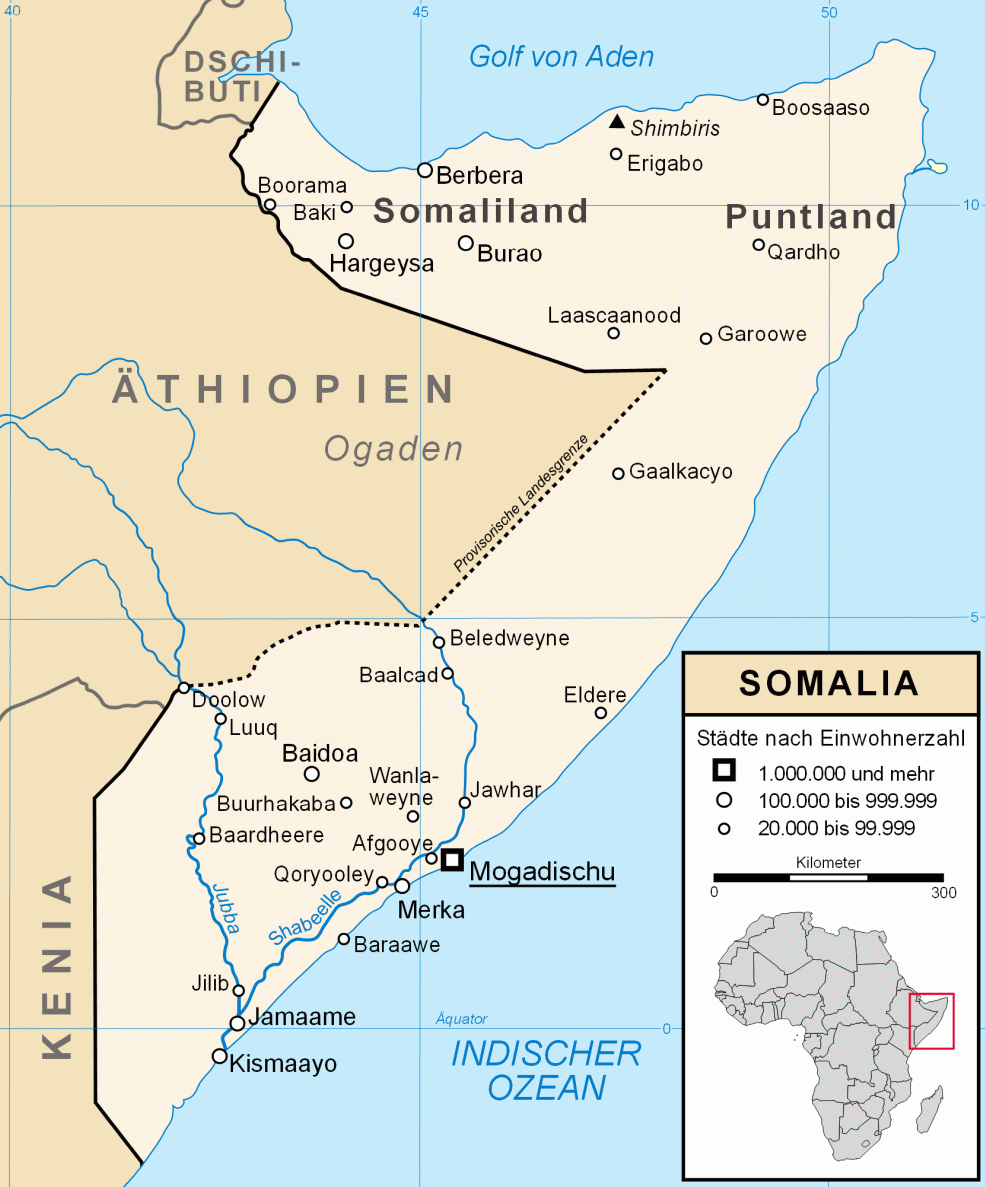
Karta över Afrikas horn

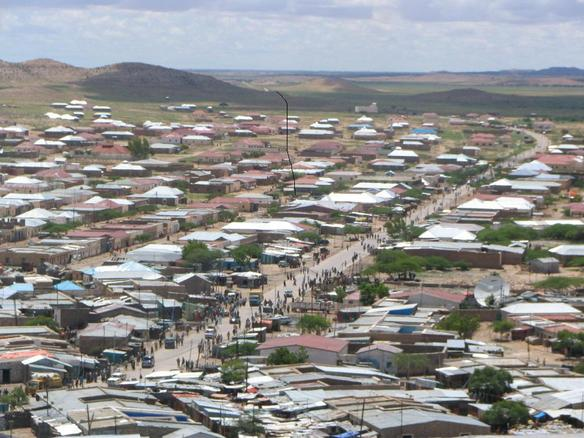
Delar av Las Anod

Las Anod (somaliska: Laascaanood) är huvudort i regionen Sool i norra Somalia. Tidigare har staden varit i anspråk av Puntland och Somaliland samt Khaatumo som är områdets delstat.  Staden har omkring 40 000 invånare, enligt en uppskattning från 2000.
Las Anod har vuxit mycket snabbt sedan den somaliska regeringen kollapsade i början av 1990-talet och många har flyttat dit från andra delar av Somalia. Staden har en relativt stark ekonomisk bas med kommersiell boskapsuppfödning som den ledande näringen, med en majoritet av hushållen engagerade i denna näring. Handeln mellan Etiopien och Puntland passerar Las Anod, vilket gör staden till ett centrum för kommers med boskap.
I staden bor det främst Dhulbahante "Harti Darood"-klanen.[källa behövs]

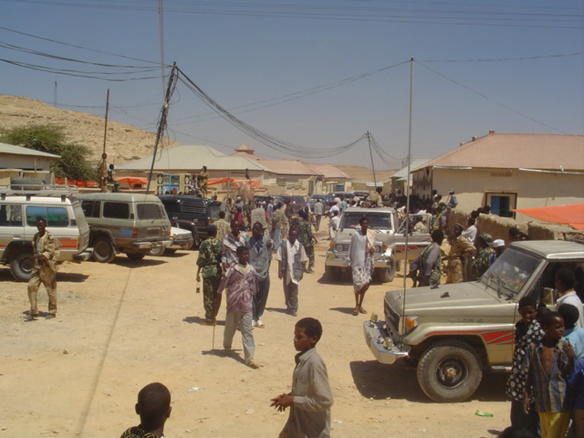
Gatuscen från Las Anod.

## Historia
Las Anod var en del av den förkoloniala Dervishstaten.

## Tvist
Staden har tidigare ingått under administrationen i självutnämnda Somaliland. Efter strider 2008 där Somaliland, uppbackad av Etiopien, invaderade Las Anod har Somaliland fått kontrollen över staden. Protester mot Somaliland i Las Anod har förekommit.
I december 2022 inleddes nya konflikter mellan civilbefolkningen och administrationen i Somaliland som har lett till många dödsfall och massflykt från staden efter tung artilleri har skjutits av militär. Staden ingår numera som en självstyrande administration i Khatumo State of Somalia.

## Kända personer från Las Anod
- Abdi Bile, friidrottare